# Lijst van afleveringen van Law & Order: Special Victims Unit (seizoen 15)
Dit artikel vat het vijftiende seizoen van Law & Order: Special Victims Unit samen.

## Hoofdrollen
- Mariska Hargitay - rechercheur Olivia Benson
- Danny Pino - rechercheur Nick Amaro
- Kelli Giddish - rechercheur Amanda Rollins
- Ice-T - rechercheur Fin Tutuola
- Dann Florek - hoofd recherche Donald Cragen
- Raúl Esparza - assistente officier van justitie Rafael Barba

## Terugkerende rollen
- Tamara Tunie - dr. Melinda Warner
- Bill Irwin - dr. Peter Lindstrom
- Richard Belzer - rechercheur John Munch
- Dean Winters - rechercheur Brian Cassidy
- Adam Baldwin - hoofd recherche Steven Harris
- Donal Logue - inspecteur Declan Murphy
- Pablo Schreiber - William Lewis
- Leslie Odom jr. - eerwaarde Curtis Scott
- Alison Fernandez - Zara Amaro
- Jayne Houdyshell - rechter Linden
- Aida Turturro - rechter Felicia Catano

## Afleveringen
| Aflevering | Titel              | Schrijver                                 | Regie              | Uitzenddatum VS   | Selectie gastrollen |
| --- | ------------------ | ----------------------------------------- | ------------------ | ----------------- | --- |
| 1. | Surrender Benson   | Warren Leight Julie Martin                | Michael Smith      | 25 september 2013 | Susan Pellegrino - mrs. Mayer Lauren Ambrose - Vanessa Mayer Sue-Anne Morrow - rechercheur Robin de Jesus - Jose Silva |
| Benson wordt gegijzeld en mishandeld in haar eigen huis door serieverkrachter William Lewis. Terwijl Benson vecht voor haar leven volgen haar collega's een spoor van moorden en verkrachtingen van andere slachtoffers door Long Island om haar te vinden en te redden. |                    |                                           |                    |                   | |
| 2. | Imprisoned Lives   | Warren Leight Julie Martin                | Michael Slovis     | 25 september 2013 | Michael Massee - Michael 'Pa' Williams Sanja Danilovic - Dagmara Williams Angela Christian - April 'Ma' Hendricks Agatha Nowicki - Kayla 'Sissy' Greyland                                                                              |
| Een achtergelaten kind op Times Square leidt de rechercheurs van SVU naar twee vrouwen in een kelder van een huis. Deze vrouwen werden daar voor bijna tien jaar vastgehouden, en de rechercheurs willen nu de waarheid van deze misdaad boven tafel krijgen. Ondertussen wil Benson bewijzen dat zij weer klaar is om aan het werk te gaan, ondanks de twijfels bij haar collega's en haar therapeut. |                    |                                           |                    |                   | |
| 3. | American Tragedy   | Jill Abbinanti                            | Fred Berner        | 2 oktober 2013    | Cybill Shepherd - Jolene Castille Jeffrey Tambor - Ben Cohen Kevin Carroll - Cory Carter Sonja Sohn - Lisa Carter |
| Wanneer een bekende vrouwelijke kok een onschuldige Afro-Amerikaanse tiener doodschiet, omdat zij dacht dat hij een serieverkrachter was en zij het volgende slachtoffer was, moeten de rechercheurs uitzoeken of zij dit uit zelfverdediging deed of uit racisme. De zaak draait uit op een moordzaak en assistent-officier van justitie Barba wordt onder druk gezet om een veroordeling te krijgen. Enerzijds gedraagt ze zich erg koelbloedig en heeft ze eerder in de media racistische opmerkingen en grappen gemaakt, anderzijds voert de advocaat aan dat gezien de omstandigheden (de jongen droeg dezelfde kleding als het signalement van de verkrachter) de vrouw inderdaad had kunnen denken dat de jongen de verkrachter was. Uiteindelijk wordt ze vrijgesproken onder woedend protest van het zwarte bevolkingsdeel, waarop de verdrietige ouders hun buurtgenoten oproepen naar huis te gaan. |                    |                                           |                    |                   | |
| 4. | Internal Affairs   | Jill Abbinanti                            | Fred Berner        | 9 oktober 2013    | David Conrad - politieagent West Marc Menchaca - politieagent Michael Groves Nadia Dajani - politieagente Ryan Quinn Matt Wood - politieagent Kenneth Parker Robert John Burke - hoofd interne zaken Ed Tucker                         |
| Wanneer een politieagent opgesloten wordt in een psychiatrisch ziekenhuis, nadat hij zijn afdeling beschuldigd heeft van seksueel misbruik, worden de rechercheurs van SVU gevraagd om het onderzoek te leiden. Rechercheur Cassidy wordt gevraagd of hij undercover wil gaan werken op de afdeling van de politieagent, met de belofte dat hij hierna zijn politiepenning weer terug krijgt. Als zijn collega's hem scherp in de gaten houden komen zij tot het besef dat hij in groot gevaar kan keren. |                    |                                           |                    |                   | |
| 5. | Wonderland Story   | Ed Zuckerman Lawrence Kaplow              | Jennifer Getzinger | 16 oktober 2013   | Sofia Vassilieva - Sarah Walsh Finn Wittrock - Cameron Tyler Amelia Rose Blaire - Nicole Price Todd Almond -Andre Clark Johnson - Meldrick Lewis                                                                                       |
| Na een nacht van feesten zoekt een slachtoffer van een verkrachting hulp bij Benson, als zij gelooft dat zij een tweede keer verkracht is. De zoektocht naar de verkrachter leidt de rechercheurs naar een wereld van ondergronds feesten, en een cyberzakenman die aast op kwetsbare meisjes. De man blijkt daar meerdere meisjes te hebben gedrogeerd en verkracht. Door hem via een ander slachtoffer af te luisteren weten ze hem voldoende te incrimineren. Ondertussen maakt de SVU zich op voor een afscheidsfeest voor Munch, die van zijn welverdiende pensioen gaat genieten. |                    |                                           |                    |                   | |
| 6. | October Surprise   | Warren Leight Peter Blauner               | Peter Werner       | 23 oktober 2013   | Vincent Laresca - Alejandro 'Alex' Muñoz Karen Olivo - Yelina Muñoz Kirk Acevedo - Eduardo 'Eddie' Garcia Annaleigh Ashford - Lindsay Anderson Jason Cerbone - Terrence Quinn                                                          |
| Eduardo 'Eddie' Garcia, een oude jeugdvriend van assistent-officier van justitie Barba, wordt gearresteerd voor poging tot verkrachting. De jeugdvriend heeft een connectie met de kandidaat voor burgemeesterschap Alex Muñoz, mogelijk de eerste Latino burgemeester van New York die de armen, verdrukten en minderheden een stem wil geven, en eveneens een oude jeugdvriend van Barba. Al snel blijkt dat Muñoz regelmatig via Internet vrouwen benadert. Omdat hij zo veel te verliezen heeft zette hij Eddie Garcia in als loopjongen wanneer het misging om vrouwen om te kopen of te intimideren (en de verkrachtingspoging was slechts een smoes richting de politie). Muñoz blijkt bovendien ook een pornomodel met wie hij een relatie had afgekocht met een dure baan in Albany, en betaalt een meisje maandelijks omdat hij met haar gesekst heeft en ze 15 is. Dit zijn genoeg strafbare feiten om zijn carrière in gevaar te brengen, en de rechercheurs vragen zich af of Barba zijn persoonlijke gevoelens opzij kan zetten om iemand te vervolgen die hij vroeger aanbad. Barba probeert met Muñoz te praten maar deze wil niet luisteren; volgens hem is dit een politieke zet van de Harvardjongens die het land beheersen, en door wie Barba (die zelf op een studiebeurs aan Harvard heeft gestudeerd) zou worden gebruikt. Barba heeft geen keus en laat een vervolging instellen, waarvan hij zich wel wegens belangenverstrengeling terugtrekt. Muñoz zet zijn campagne voort, razend en tierend dat hij erin geluisd wordt, maar Barba en Benson zien het vanuit de kroeg op tv en realiseren zich dat er nog weinig mensen naar hem luisteren. Toch schrijft Barba hem niet af: Alex Muñoz is altijd al een vechter geweest. |                    |                                           |                    |                   | |
| 7. | Dissonant Voices   | John Paul Roche                           | Alex Chapple       | 6 november 2013   | Billy Porter - Jackie Walker Kelly Deadmon - mrs. Allen Hana Hayes - Brooke Allen Kevin Collins - Steven Allen Jennifer Roszell - Allison Burns Kara Hayward - Rachel Burns                                                            |
| Jackie Walker, een zangleraar, beleeft een hoogtepunt in zijn carrière als zijn 14-jarige leerlinge in de talentenjacht American Diva de jury verbijstert met haar act. Een vierjarig jongetje dat zangles van hem heeft ziet hem op tv en zegt dat hij hem seksueel heeft misbruikt. Terwijl Rollins hem het voordeel van de twijfel wil geven, ontdekt Benson meerdere bewijzen tegen hem en er melden meerdere slachtoffertjes van de verdachte. Ook wordt er een vibrator aangetroffen tussen zijn instrumenten. De zanger wordt gearresteerd en blijft in voorarrest omdat hij zijn borg niet kan betalen. De media halen hem door het slijk. Dan blijkt dat er inconsistenties zijn in de verhalen van de slachtoffertjes, allemaal kinderen van 4 jaar. Het blijkt dat ze waren gecoacht door twee oudere meisjes, beiden zussen van een slachtoffertje en eveneens leerlingen van Walker. De meisjes hadden de leraar er opzettelijk ingeluisd uit jaloezie en wraak dat zij niet waren uitverkozen door hem om hen American Diva binnen te loodsen. De leraar is woedend op de politie; zijn carrière is over en de meisjes komen er vanaf met één jaar voorwaardelijke gevangenisstraf. |                    |                                           |                    |                   | |
| 8. | Military Justice   | Lawrence Kaplow                           | Tom DiCillo        | 13 november 2013  | Shiri Appleby - Amelia Albers John Getz - admiraal Vincent Albers Kate Levy - Cynthia Albers Delaney Williams - John Buchanan Will Janowitz - Scott Graver                                                                             |
| Een kustwachtmedewerkster wordt aangehouden terwijl zij dronken achter het stuur zat, de SVU wordt erbij geroepen als blijkt dat zij verkracht blijkt te zijn. De rechercheurs verdenken een groep collega's van het slachtoffer van de verkrachting, maar hun commandant hindert het onderzoek. Als Amaro zijn ex-vrouw om informatie vraagt voor de zaak, brengt hij de zaak in gevaar voor assistent-officier van justitie Barba. Barba weigert de informatie in te zien en weet de daders zonder dit materiaal achter de tralies te brengen, alsmede hun commandant die haar ´een lesje had willen leren.´ Verontrustend is dat iemand doelbewust Barna via Amaro en diens ex onrechtmatig verkregen informatie had willen voeren om zo hun zaak te saboteren. |                    |                                           |                    |                   | |
| 9. | Rapist Anonymous   | Lawrence Kaplow                           | Jim McKay          | 20 november 2013  | Geoffrey Cantor - Gene Fierstein Mel Harris - Eileen Switzer Jennifer Restivo - Melissa Blume Thomas Sadoski - Nate Davis Nia Vardalos - Minonna Efron                                                                                 |
| De vriendin van Rollins, Lena Olson, beschuldigt haar vriend van verkrachting en Rollins besluit haar te helpen. Maar als de zaak escaleert in een moord wordt er een gevaarlijke driehoeksverhouding ontdekt, en nu wordt Rollins gedwongen haar privéleven in de rechtbank openbaar te maken. |                    |                                           |                    |                   | |
| 10. | Psycho/Therapist   | Warren Leight Julie Martin                | Michael Slovis     | 8 januari 2014    | Renee Elise Goldsberry - Martha Marron Jolly Abraham - dokter Sarah Street - dr. Janice Cole Bárbara Jimenez - Viva Nunez |
| In de rechtszaak tegen de serieverkrachter William Lewis wordt rechercheur Benson weer geconfronteerd met haar ontvoering (zie aflevering Surrender Benson). Dit zorgt ervoor dat zij flashbacks krijgt van de verschrikkingen die zij ondergaan heeft. Lewis haalt in deze rechtszaak alles uit de kast, waaronder zichzelf verdedigen, om rechercheur Benson alles te laten vertellen over haar ontvoering wat zij eerst geheim hield. |                    |                                           |                    |                   | |
| 11. | Amaro's One-Eighty | Warren Leight Julie Martin                | Nick Gomez         | 15 januari 2014   | Elizabeth Marvel - Rita Calhoun Mel Harris - Eileen Switzer Gbenga Akinnagbe - pastoor Biobaku Cathy Moriarty - Toni Howard |
| Rechercheur Amaro heeft een etentje bij rechercheur Benson. Na het verlaten van de woning is Amaro getuige van een schietpartij tussen een politieagent in burger en een drugsdealer. Hij raakt betrokken in een schietpartij waarbij een tiener levensgevaarlijk gewond raakt. Het bewijs ontrafelt schokkende feiten, en de SVU probeert nu uit alle macht inspecteur van interne zaken Tucker en de nieuwe rechercheur Cassidy niet te vroeg conclusies te laten trekken. Deze zaak wordt al snel een mediaspektakel en de nieuwe openbaar aanklager Derek Strauss haast zich naar de Grand Jury om rechercheur Amaro aan te klagen voor overmatig politiegeweld, dit zorgt ervoor dat Amaro gaat twijfelen of het de moeite waard is om te vechten voor zijn werk. Ondertussen kondigt hoofd recherche Donald Cragen, tot ieders verrassing, zijn pensioen aan. |                    |                                           |                    |                   | |
| 12. | Jersey Breakdown   | Céline C. Robinson Julie Martin           | Jonathan Herron    | 22 januari 2014   | Alana de la Garza - assistent-officier van justitie Connie Rubirosa Andrea Bianchi - assistent-officier van justitie Gina Masconi Stefanie Scott - Clare Wilson Bill Sage - Bobby Masconi Geoffrey Wigdor - Tommy                      |
| Wanneer een weggelopen tienermeisje mishandelt en verkracht wordt terug gevonden gaan de rechercheurs van SVU op onderzoek uit. Het onderzoek leidt hen naar een stripclub eigenaar die ontkent hier iets mee te maken te hebben. Als het meisje gearresteerd wordt in Hudson County schakelt assistent-officier van justitie Barba de hulp in van assistent-officier van justitie Connie Rubirosa. Nadat zij echter geen hulp krijgen van justitieafdeling in Hudson County, beginnen de rechercheurs van SVU te vermoeden dat de justitieafdeling daar deze zaak in een doofpot willen stoppen. Zij zetten nu alles op alles om recht te krijgen voor het meisje en de criminelen voor het gerecht te krijgen. |                    |                                           |                    |                   | |
| 13. | Betrayal's Climax  | Jill Abbinanti                            | Holly Dale         | 29 januari 2014   | Fiona Robert - Avery Capshaw Armand Schultz - John Capshaw Cadden Jones - Lydia Capshaw Juan Castano - Manny Montero Teresa Yenque - Rosa Montero                                                                                      |
| Wanneer een zestienjarig meisje waarschijnlijk ontvoerd is gaan de rechercheurs van SVU op onderzoek uit. Haar vader verdenkt de vriend van zijn dochter ervan hiervoor verantwoordelijk te zijn. De vriend is lid van een lokale bende. Dan wordt het meisje gevonden, nadat zij een zelfmoordpoging heeft gedaan. Zij verklaart dat zij door een groep mensen verkracht is terwijl haar vriend moest toekijken. Wanneer het meisje en haar vriend weigeren te getuigen tegen de daders, vindt rechercheur Amaro bewijzen dat de bende meer op zijn kerfstok heeft dan alleen de verkrachting. Ondertussen krijgt rechercheur Benson een promotie, zij krijgt de rang voor brigadier. |                    |                                           |                    |                   | |
| 14. | Wednesday's Child  | Peter Blauner Warren Leight               | Laura Belsey       | 5 februari 2014   | Rosanna Arquette - Alexa Pierson Mark Boone Junior - Roger Pierson John Benjamin Hickey - Tom Moore Jodie Markell - Lisa Moore Duncan Nicholson - Nicky Moore                                                                          |
| Wanneer een vader terugkomt van een reis ontdekt hij dat zijn pleegzoon vermist wordt, de rechercheurs van SVU ontdekken dat zijn pleegmoeder hem aan een ander adoptiebureau heeft afgestaan vanwege zijn gedragsproblemen. Het bureau blijkt een schimmig bureau dat in de mazen van de wet opereert en pleegouders slecht screent, en er bovendien genoegen mee had genomen dat de vader (die van niets wist) niet had getekend. Het blijkt dat het jongetje geadopteerd is door een gewelddadig duo dat kinderpornografie produceert. De zoektocht wordt nog urgenter als blijkt dat de zoon diabetes heeft en dat zijn insuline opraakt. De politie weet een vrouwelijke dader te grijpen als ze insuline probeert te kopen, en spelen haar tegen haar abusieve partner uit. Uiteindelijk weten ze hem en het jongetje te traceren, en het jongetje wordt met spoed naar het ziekenhuis gebracht. De pleegouders kunnen hem weer in hun armen sluiten, maar niet voordat de moeder een flinke preek over ouderlijke verantwoordelijkheid heeft gekregen. |                    |                                           |                    |                   | |
| 15. | Comic Perversion   | Brianna Yellen Warren Leight Julie Martin | Alex Chapple       | 26 februari 2014  | Jonathan Silverman - Josh Galloway Elizabeth Marvel - Rita Calhoun Skyler Day - Renee Clark Laura Wiggins - Carly Rydell Sophia Bush - rechercheur Erin Lindsay                                                                        |
| Deze aflevering is een cross-over met Chicago P.D. Nadat een student wordt mishandeld door fans van een komiek gaan de rechercheurs op onderzoek uit. De student protesteerde tegen de komiek omdat hij grappen maakte over verkrachting, assistent-officier van justitie Barba kan echter wettelijk niets tegen de komiek beginnen omdat dit onder vrijheid van meningsuiting valt. Als er dan een student de komiek beschuldigt van verkrachting wordt deze alsnog opgepakt, Barba krijgt nu de moeilijke taak om de komiek te laten veroordelen. Ondertussen krijgt de SVU hulp van Erin Landsay, een rechercheur uit Chicago. |                    |                                           |                    |                   | |
| 16. | Gridiron Soldier   | John Paul Roche Julie Martin              | Jean de Segonzac   | 5 maart 2014      | Greg Finley - Eddie Thorpe Winston Duke - Cedric Jones Glenn Fleary - Larry Jones Jason Cerbone - Terrence Quinn Thomas Sadoski - Nate Davis                                                                                           |
| Cedric Jones, een Americanfootballspeler, wordt vermist in New York en zijn oom die Rollins kent vraagt bij haar om hulp. Rollins vindt de speler in een gevangenis wegens mishandeling van een homo omdat deze hem probeerde te versieren in een homobar, waarop hem een vervolging wegens een haatmisdrijf boven het hoofd hangt. Rollins komt erachter dat hij een slachtoffer is van wrede seksuele grappen van het footballteam op de Hudson University; de homobar was hij per ongeluk ingelopen en de toenadering van de man triggerde hem. Rollins wil nu de cultuur onderzoeken in het footballteam en krijgt daarbij hulp van rechercheur Amaro. In het team ontdekken zij meerdere slachtoffers van misbruik, verkrachtingen, vooroordelen en treiteren. Een andere speler, Quinn, stapt ook naar voren, hij is bij wijze van straf verkracht met een bezemsteel. Een en ander was door de coach georchestreerd, bij Quinn omdat hij te soft was en bij Jones omdat hij niet voor het team wilde tekenen omdat hij zich al bij een ander college had ingeschreven. De mishandelingsklacht tegen Jones wordt geseponeerd en de coach wordt opgepakt. |                    |                                           |                    |                   | |
| 17. | Gambler's Fallacy  | Kevin Fox                                 | Alex Chapple       | 12 maart 2014     | Donal Logue - Declan O'Rourke Lothaire Bluteau - Anton Nadari Federico Dordei - Marcelo Guarana Fernanda Andrade - Beatriz Amarante Stefanie Scott - Clare Wilson                                                                      |
| Rechercheur Rollins is weer teruggevallen in haar gokverslaving en zoekt een illegale gokclub op. Een serveerster licht haar baas in dat zij een rechercheur is, de baas maakt een afspraak met Rollins dat hij de politie niet inlicht over haar gokverslaving zolang zij hen helpt. Dan belandt zij in een serieuze misdaad en dit maakt het haar collega's moeilijk van in haar onschuld te blijven geloven, zij beginnen eerder te geloven dat zij medeschuldig is. |                    |                                           |                    |                   | |
| 18. | Criminal Stories   | Warren Leight Julie Martin                | Mariska Hargitay   | 19 maart 2014     | Alec Baldwin - Jimmy MacArthur Summer Bishil - Heba Salim Samrat Chakrabarti - mr. Salim Manish Dayal - Farid Salim Delaney Williams - John Buchanan                                                                                   |
| Een journalist Jimmy MacArthur (´Jimmy Mac´) loopt mee op de afdeling SVU om zo een kijkje te nemen hoe zij te werk gaan. Als een moslima aangifte doet van verkrachting gaan de rechercheurs op onderzoek uit, achtervolgt door de journalist. Als Jimmy Mac hierover schrijft geeft hij aan dat hij vermoedt dat de verkrachting niet gebeurd is en dat het slachtoffer hierover liegt. De publieke opinie gelooft dit en keren tegen haar, de rechercheurs en assistent-officier van justitie Barba moeten nu alles op alles zetten om haar gerechtigheid te geven. Tevens zijn zij bang als de verkrachter de dans ontspringt er meer slachtoffers zullen vallen. Uiteindelijk vallen tijdens de zitting Jimmy Mac de schellen van de ogen en hij publiceert nu de vrouw haar versie van de feiten, waarop de publieke opinie 180 graden draait en zich tegen de daders keert. Benson vraagt Jimmy Mac waarom hij dit deed en hiermee het doodvonnis van zijn carrière heeft gekeerd, maar Jimmy Mac zegt dat hij elke uitdaging aankan. |                    |                                           |                    |                   | |
| 19. | Downloaded Child   | Julie Martin Warren Leight                | Adam Bernstein     | 3 april 2013      | Meghann Fahy - Jenny Aschler Daniel Stewart Sherman - Gary Aschler Ella Anderson - Maddie Aschler Jeremy Shamos - Roger Pierce Frank Deal - FBI agent O'Connell                                                                        |
| Als een moeder haar kind een paar dagen alleen thuis laat wordt zij gearresteerd voor het in gevaar brengen van een kind. Zij verklaart dat zij dit gedaan heeft omdat zij niemand haar dochter toevertrouwt. Brigadier Benson vermoedt dat de moeder gehandeld heeft uit angst en niet moedwillig haar dochter in gevaar wilde brengen. Met hulp van dr. Lindstrom ontdekken zij de moeder een verleden heeft van negeren, mishandeling en verkrachting door de vriend van haar moeder, die ook met haar harde kinderporno heeft geproduceerd en online gezet. Een groot aantal daders is al opgepakt wegens het downloaden van de foto´s, en met hulp van Barba en een goede pro-bono advocaat weet de moeder de mannen civielrechtelijk aansprakelijk te stellen voor haar leed. Ze krijgt haar kind op strenge voorwaarden terug en de schadevergoeding gaan in een trustfonds dat haar maandelijkse toelages toekent en haar therapie betaalt. |                    |                                           |                    |                   | |
| 20. | Beast's Obsession  | Julie Martin Warren Leight                | Steve Shill        | 9 april 2014      | Renee Elise Goldsberry - Martha Marron Alex Hernandez - Carlos 'O.G.' Hernandez Lily Pilblad - Amelia Cole Natalie Racoosin - Lauren Cole Sarah Street - dr. Janice Cole                                                               |
| William Lewis ontsnapt uit de gevangenis en laat een spoor van gewelddadigheden achter op zijn weg. Ondertussen maakt de afdeling kennis met hun nieuwe hoofd SVU, inspecteur Declan Murphy, en hij eist dat brigadier Benson op kantoor blijft om zo uit handen van Lewis te blijven. Als Lewis dan een klein meisje ontvoert moet Benson beslissen of zij inderdaad op het kantoor blijft of dat zij de strijd aangaat met Lewis. |                    |                                           |                    |                   | |
| 21. | Post-Mortem Blues  | Warren Leight Julie Martin                | Michael Slovis     | 30 april 2014     | Elizabeth Marvel - Rita Calhoun Michael Potts - sergeant Cole Draper Karen Tsen Lee - DNA onderzoekster Susan Chung Lily Pilblad - Amelia Cole                                                                                         |
| Brigadier Benson wordt gered door haar collega's net nadat zij William Lewis heeft gedood in hun strijd. De dood van Lewis wordt onderzocht door inspecteur Tucker van Interne Zaken, hij kan alleen geen duidelijk antwoord geven op de ware toedracht en moet het onderzoek staken. Dan wil het openbaar ministerie uit Brooklyn, dat geleid wordt door officier van justitie Strauss, brigadier Benson toch voor het gerecht dagen voor moord op Lewis. Benson moet nu besluiten wat om wat het juiste is om te doen, moet zij de waarheid vertellen of vechten voor haar carrière. |                    |                                           |                    |                   | |
| 22. | Reasonable Doubt   | Kevin Fox Robert Brooks Cohen             | Alex Chapple       | 7 mei 2014        | Bradley Whitford - Frank Maddox Keidrich Sellati - Daniel Summers-Maddox Clare Foley - Chelsea Summers-Maddox Samantha Mathis - Catherine Summers Celia Keenan-Bolger - Mavis Summers Emma Bell - Rose Summers                         |
| De rechercheurs van SVU onderzoeken de televisieproducent Frank Maddox als hij verdacht wordt van het misbruiken van zijn achtjarige dochter. Zijn ex-vrouw wil de waarheid boven tafel hebben, maar als zij weigert mee te werken in het onderzoek vermoeden de rechercheurs dat zij een vuil spelletje speelt. Als bekend wordt dat de verdachte zich verloofd heeft met de jongere zus van zijn ex-vrouw en de ex-vrouw de zaak in de media brengt, wil brigadier Benson er alles aan doen om de dochter te beschermen tegen de mediacircus. |                    |                                           |                    |                   | |
| 23. | Thought Criminal   | Peter Blauner Julie Martin Warren Leight  | Adam Bernstein     | 14 mei 2014       | Nia Vardalos - Minonna Efron Brian Baumgartner - Gordon Montlieff Laura Benanti - Maria Grazie Kate Blumberg - mrs. Wilkes Joshua Malina - Simon Wilkes Simon Wilkes - Paula Walker                                                    |
| Tijdens een undercover operatie wordt Simon Wilkes, een welbekende fotograaf, in de val gelokt: hij zoekt een jongetje om voor zijn seksueel genot dood te martelen en heeft zelfs een martelkamer ingericht. Ook wordt er gefotoshopte sadistische kinderporno aangetroffen, en heeft hij op het darkweb berichten geplaatst over zijn verlangens kleine jongetjes van de school naast zijn huis te ontvoeren en dood te martelen. Er zijn echter geen bewijzen dat de fotograaf de fantasieën in de praktijk heeft gebracht, en zelfs de poging blijkt mager omdat een en ander een val van de politie was en er dus nooit een echt jongetje in het spel was. Ook de kinderporno was gefotoshopped en dus in de VS niet strafbaar. Psychiater Huang wordt erbij gehaald en ontdekt dat Wilkes zijn fantasieën al heel lang heeft en hiermee een tikkende tijdbom is. Wilkes ex en zoon zijn bij hem weg omdat Wilkes ook sadistische fantasieën over hen heeft. Toch is het niet genoeg om bij de jury een veroordeling te ontlokken: de verdachte heeft immers niks daadwerkelijk misdaan maar er slechts over gefantaseerd, en dat is geen misdrijf. Amaro heeft hier grote moeite mee aangezien hij zelf kinderen heeft. Als Amparo Wilkes met camera bij een school betrapt en deze hem ook nog eens uitdaagt wetende dat Amaro hem juridisch niets kan maken, verliest Amaro zijn zelfbeheersing en slaat Wilkes zodanig in elkaar dat hij naar het ziekenhuis moet. |                    |                                           |                    |                   | |
| 24. | Spring Awakening   | Julie Martin Warren Leight Kevin Fox      | Norberto Barba     | 21 mei 2014       | Emma Greenwell - Ellie Porter Peter Hermann - Trevor Langan Raza Jaffrey - officier van justitie 1 Raushanah Simmons - officier van justitie 2 Jason Cerbone - Terrence Quinn Joshua Malina - Simon Wilkes Kate Blumberg - mrs. Wilkes |
| Een koppel licht mannen op doordat de vrouw hen seks aanbiedt waarop de man hem berooft en verkracht. De vrouw blijkt door de man te worden uitgebuit en de moeder te zijn van Noah, een jongetje waarvan Benson de plaatsing in een adoptiegezin volgt. De vrouw is bereid tegen de man te getuigen omwille van Noah, maar de bende neemt wraak en doodt haar op een vreselijke manier. Hierdoor is Noah wees en besluit Benson tijdelijk diens pleegmoeder te worden. Ondertussen wordt rechercheur Amaro aangeklaagd door het OM voor mishandeling van Simon Wilkes, terwijl hij buiten dienst was. Rollins weet Wilkes ertoe te brengen de aanklacht te laten vallen door hem te chanteren met zijn meest recente chats op het darknet en pogingen echte kindersnuff te downloaden: als hij de aanklacht tegen Amaro doorzet is hij er deze keer alsnog gloeiend bij. De politie is echter nog niet klaar met Amaro die hoe dan ook ver buiten zijn boekje is gegaan, en hoewel hij zijn baan behoudt is het niet zeker of hij bij SVU terugkeert. |                    |                                           |                    |                   | |